# مین‌باشی
مین‌باشی (ترکی، از: «مین»، هزار + «باش»، رئیس و سر + پسوندِ «ی») عنوان و لقبی که در دورهٔ سلطنت صفویان و قاجاریان به‌معنی سرکردهٔ هزار نفر استفاده می‌شد.
در دورهٔ قاجار یکی از مناصب سپاهی بوده و رده‌های پایین‌تر از آن یوزباشی و ده‌باشی (یا اون‌باشی) بوده.
در لغت‌نامهٔ دهخدا آمده‌است: در تشکیلات عسکریِ عثمانی، منصبی دونِ قائم‌مقام. در عصر قاجاریه، منصبی در سپاهیانِ سواره؛ رئیس هزار نفر؛ آنکه بر هزار تن فرمان رانَد.
شاهد: «به سرکردگی میر فتاح مین‌باشی، تفنگچیان اصفهانی را در آن قلعه گذاشتند.» (عالم‌آرای عباسی، چ امیرکبیر، ج ۲، ص ۴۵۳).